# Agrupació Nacionalista Escolar
La Agrupació Escolar Nacionalista (Agrupación Nacionalista Escolar) fue una asociación de estudiantes de ideología nacionalista valenciana, que funcionó entre 1918 y 1924.
No fue la primera sociedad de estudiantes valencianistas, pues ya venía funcionando la Academia Valencianista del Centro Escolar y Mercantil. Sin embargo sí fue la primera que comulgó con la unidad lingüística y de acción de los territorios de habla catalana y que presentó una actitud propiamente nacionalista, frente al carácter regionalista y lingüísticamente secesionista de los compañeros de la Academia Valencianista.
Aunque no tomó su nombre definitivo y se presentó oficialmente hasta 1919, ya desde al menos 1918 venían trabajando en ella ya varios estudiantes encabezados por Vicent Tomàs i Martí. Este escolar, natural de Artana, había estudiado en Barcelona, y de su estancia allí trajo ideas, contactos y también fondos para extender el nacionalismo en Valencia.
La Agrupació Escolar Nacionalista compartió objetivos y medios con la Unió Valencianista, y contó con el diario La Correspondencia de Valencia para sus comunicados.
La asociación tuvo un eco limitado entre los estudiantes, y no tuvo capacidad de sobrevivir al prematuro fallecimiento de su inspirador Tomás i Martí ni a los nuevos tiempos de la Dictadura de Primo de Rivera, pues su última mención conocida data de 1924.Sin embargo su herencia no desapareció,sino que con la llegada de la República vivió en la Agrupació Valencianista Republicana, en la que militaron muchos que habían sido sus miembros y donde se guardó el 
recuerdo de Tomàs i Martí.